# Stygia
Stygia is een geslacht van vlinders van de familie van de houtboorders (Cossidae).

## Soorten
- S. australis Latreille, 1804
- S. hades Le Cerf, 1924
- S. mosulensis Daniel, 1965
- S. nilssoni Saldaitis & Yakovlev, 2008

### Status onduidelijk
- S. dercetis Grum-Grshimailo, 1900
- S. gerassimoiri Kozhanchikov, 1923
- S. psychidion Staudinger, 1870